# Symplocos oxyphylla
Symplocos oxyphylla är en tvåhjärtbladig växtart som beskrevs av Nathaniel Wallich. Symplocos oxyphylla ingår i släktet Symplocos och familjen Symplocaceae. Inga underarter finns listade i Catalogue of Life.